# National Museum of Costume
Das National Museum of Costume war ein Museum für Kleidung und Lebensstil der Jahre 1850 bis 1950. Das Museum gehörte gemeinsam mit dem National Museum of Scotland, dem National Museum of Rural Life, dem National War Museum und dem National Museum of Flight zu den Nationalmuseen in Schottland. Das National Museum of Costume befand sich im Shambellie House in New Abbey in Dumfries and Galloway. Im Januar 2013 erklärte National Museums Scotland, das National Museum of Costume werde nicht wiedereröffnen. Als Grund wurde die anhaltende Rezession genannt.

## Das Museum
Das Shambellie House ist ein viktorianisches Landhaus und wurde 1856 von David Bryce für die Familie Stewart entworfen. 1976 übergab Charles William Stewart die über Jahre gesammelten Kleidungsstücke dem Royal Scottish Museum und überschrieb Shambellie House dem Umweltministerium. Jeder Raum des Museums ist im Stil einer anderen Epoche eingerichtet und zeigt die für diese Epoche typische Kleidung. Die im Museum befindlichen Gemälde zeigen Mitglieder der Familie Stewart. 
Die Sammlung enthält über 2000 Kleider.

## Ausstellung (Auswahl)

### Esszimmer
Das Esszimmer beherbergt eine Szenerie aus dem Sommer 1895. Der Hausherr und seine Familie erwarten in Abendkleidung Gäste zu einem Sommerfest. Im Raum befinden sich unter anderem ein Sideboard aus Rosenholz von 1890 und ein Porträt von Bethia Donaldson, der Mutter des Erbauers von Shambellie House, William Stewart. 

### Salon
Im Salon, unter anderem eingerichtet mit Sofa und Stühlen aus dem 19. Jahrhundert, einem Grammophon aus den 1920er Jahren und einem Porträt von Queen Victoria, befindet sich eine Szene aus dem Mai 1945. Die Gastgeberin trägt Kleidung aus Kunstseide, das Kind abgelegte und entsprechend gekürzte Kleidung eines Erwachsenen. Die Familie erwartet Gäste zum Tee. Selbstgemachte Scones und Marmelade aus eigener Herstellung zeugen von der Lebensmittelrationierung im Zweiten Weltkrieg.

### Bibliothek
Die Szene in der Bibliothek zeigt den 31. Dezember 1952. Die Familie ist zu einem Silvesterball eingeladen und fertig zum Aufbruch. Die Tochter trägt ein reich verziertes schwarzes Baumwollkleid mit Taft, Bordüren, Pailletten und Perlen. Über dem Kamin hängt ein Porträt von Captain William Stewart von 1913.

### Kinderzimmer
Im Kinderzimmer sieht man eine Szene aus dem Sommer 1913. Das Kindermädchen kümmert sich um das jüngste Kind. Zentrum des Raumes ist ein altes Schaukelpferd, das neben einem Kinderwagen, einem Hochstuhl und alten Spielsachen die Einrichtung beherrscht. Die Mutter, bekleidet mit einem hochtaillierten Tageskleid aus kastanienbrauner Wolle und einem tiefen Kragen, verlässt das Kinderzimmer. Der Junge ist mit einem der damals weit verbreiteten Matrosenanzüge bekleidet. An den Wänden befinden sich Porträts von Dorothea und Euphemia Stewart, dem 14. und 15. Kind von William Stewart und seiner Frau Anne Murray. Die Porträts von John Allen stammen aus dem Jahr 1803.

## Sonderausstellungen
Neben der Dauerausstellung fanden wechselnde Sonderausstellungen im Museum statt. Von April bis Oktober 2009 beschäftigte sich das National Museum of Costume unter dem Titel Jean Muir – A fashion Icon der Designerin Jean Muir. Ergänzend dazu fanden monatlich Workshops für Erwachsene und Kinder statt, die im Bezug zur Sonderausstellung standen oder sich allgemein mit Mode und Design befassten. In der Saison 2010 widmete sich das National Museum of Costume dem Thema „Marriage in the Movies“ (dt.: Hochzeit im Film). Die Sonderausstellung beinhaltete Hochzeitskleider aus verschiedenen Filmproduktionen, unter anderem das von Helena Bonham Carter getragene Brautkleid aus Mary Shelleys Frankenstein und das Hochzeitskleid aus der Jane-Austen-Verfilmung Mansfield Park von 1999. In der Saison 2012/13 zeigte das National Museum of Costume unter dem Motto „Off the Peg“ die Mode der 1940er und 1950er Jahre.